# Karma Automotive
Karma Automotive — американський виробник розкішних електромобілів, що належить Китаю, заснований у 2014 році. Штаб-квартира Karma розташована в Ірвайні , штат Каліфорнія , Сполучені Штати  , а складальний завод розташований у Морено-Веллі . Karma продає транспортні засоби через свою дилерську мережу в Північній Америці, Європа, Південна Америка та Близький Схід. 
1. ↑  https://www.bloomberg.com/profile/company/1272264D:US